# Thelymitra crinita
Thelymitra crinita es una especie de orquídea perteneciente a la familia Orchidaceae que es endémica en el suroeste de Australia Occidental.

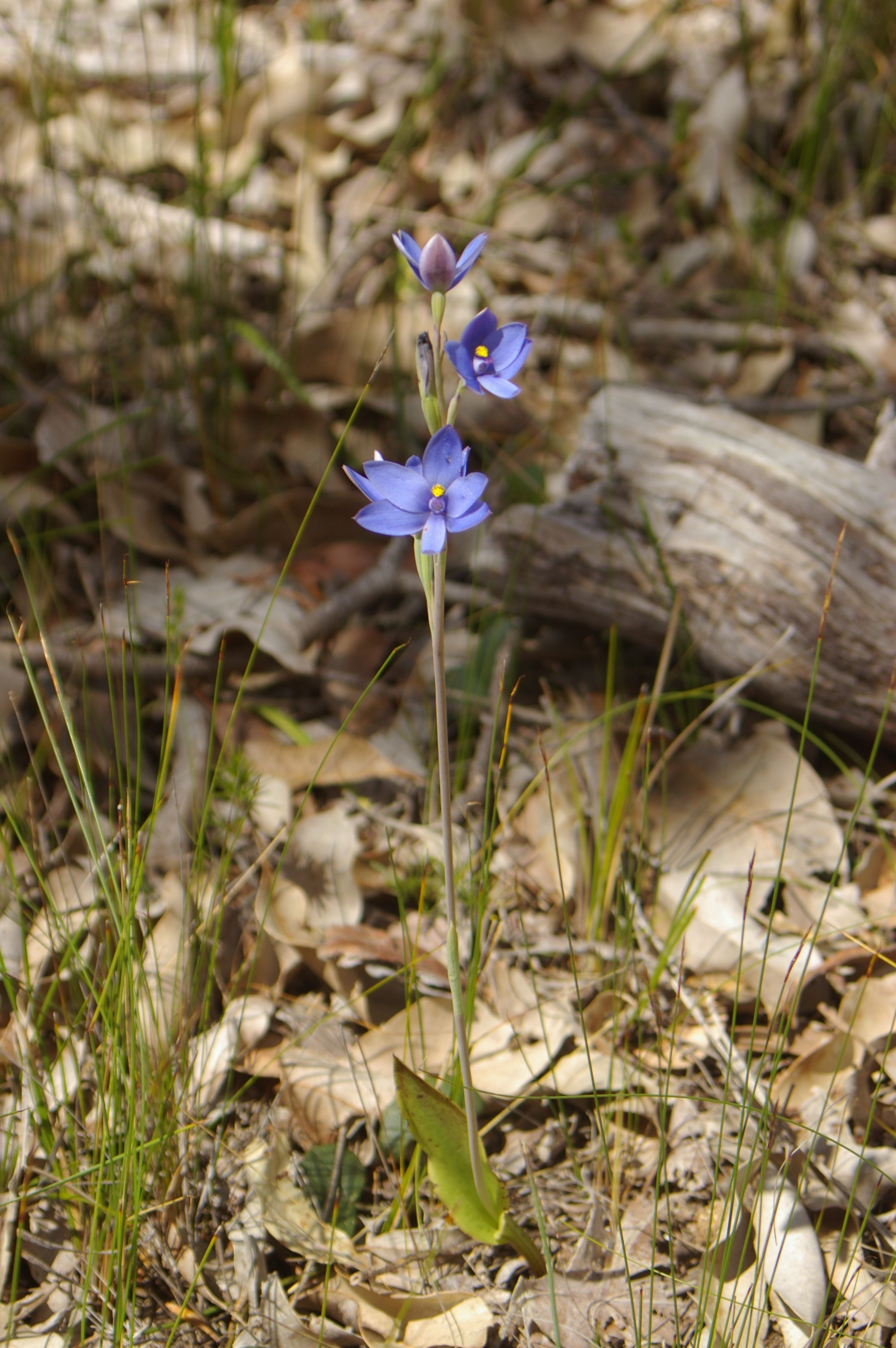
Vista de la planta

## Descripción
Crece hasta 70 cm de altura y produce flores de color azul entre septiembre y  noviembre (primavera) en su territorio nativo.

## Taxonomía
Thelymitra crinita fue descrita por John Lindley y publicado en A Sketch of the Vegetation of the Swan River Colony. . . . 49. 1840.
Etimología
Thelymitra: nombre genérico que deriva de las palabras griegas thely = (mujer) y mitra = (sombrero), refiriéndose a la forma de  la estructura del estaminodio o estambre estéril en la parte superior de la columna que es llamado mitra.
crinita: epíteto latino que significa "con pelos largos".
Sinonimia
- Thelymitra ovata F.Muell.[3][4]

1. ↑  «Thelymitra crinita». Tropicos.org. Missouri Botanical Garden. Consultado el 8 de marzo de 2013.
2. ↑  En Epítetos Botánicos
3. ↑  Sinónimos de Thelymitra crinita. .
4. ↑  Thelymitra crinita en PlantList